# 鄧肯斯米爾斯 (加利福尼亞州)
鄧肯斯米爾斯（英語：Duncans Mills）是位於美國加利福尼亞州索諾馬縣的一個非建制地區。該地的面積和人口皆未知。

## 地理
鄧肯斯米爾斯的座標為38°27′14″N 123°03′18″W / 38.45389°N 123.05500°W，而該地的平均海拔高度為7米（即23英尺）。